# Heinrich Petersen-Angeln

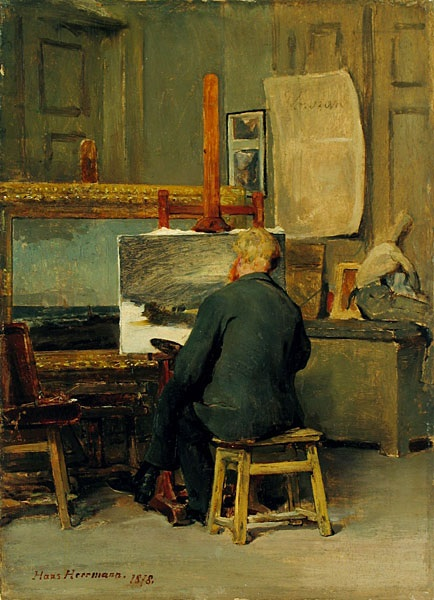
Heinrich Petersen-Angeln in zijn atelier, door Hans Hermann.

Heinrich Wilhelm Petersen-Angeln (Westerholz, Flensburger Fjord, 4 april 1850 - Düsseldorf, 23 april 1906) was een Duits kunstschilder. Hij werkte veel in Nederland en schilderde in de stijl van de Düsseldorfse School en de Haagse School.

## Leven en werk
Petersen was de zoon van een herbergier. Na dienst te hebben gedaan tijdens de Frans-Duitse Oorlog ging hij in 1873 naar de Akademie der Künste in Berlijn en vervolgens bezocht hij van 1879 tot 1883 de Kunstacademie Düsseldorf, waar hij studeerde onder Eugen Dücker. In 1882 sloot hij zich aan bij de kunstenaarskolonie Ekensund, aan de Oostzee, waar hij Angeln aan zijn achternaam toevoegde, omdat en nog een Heinrich Petersen als kunstschilder werkzaam was.
Petersen-Angeln maakte studiereizen naar Italië, Frankrijk, België en Noorwegen, maar verpandde zijn hart steeds nadrukkelijker aan de Hollandse kust. Tussen 1884 en 1896 werkte hij veelvuldig in Vlissingen, Terschelling en vervolgens Egmond aan den Hoef, waar hij zich in 1893 aansloot bij de "Art Summer School" van George Hitchcock, grondlegger van de Egmondse School. In 1900 bezocht hij ook Volendam.
Petersen-Angeln werkte in de stijl van de Düsseldorfse en Haagse School. Hij maakte vooral naam als marineschilder. Ook schilderde veel stemmingsvolle strand-, zee- en havengezichten, vaak ook bij maanlicht, en maakte hij een aantal kleurrijke werken met bloemenvelden onder invloed van Hitchcock. In het Duitsland van de jaren 1890 was zijn werk erg populair bij de gegoede burgerij. Hij overleed in 1906 op 56-jarige leeftijd. Zijn werk is onder andere te zien in het Wallraf-Richartz-Museum in Keulen.

## Hollandse werken

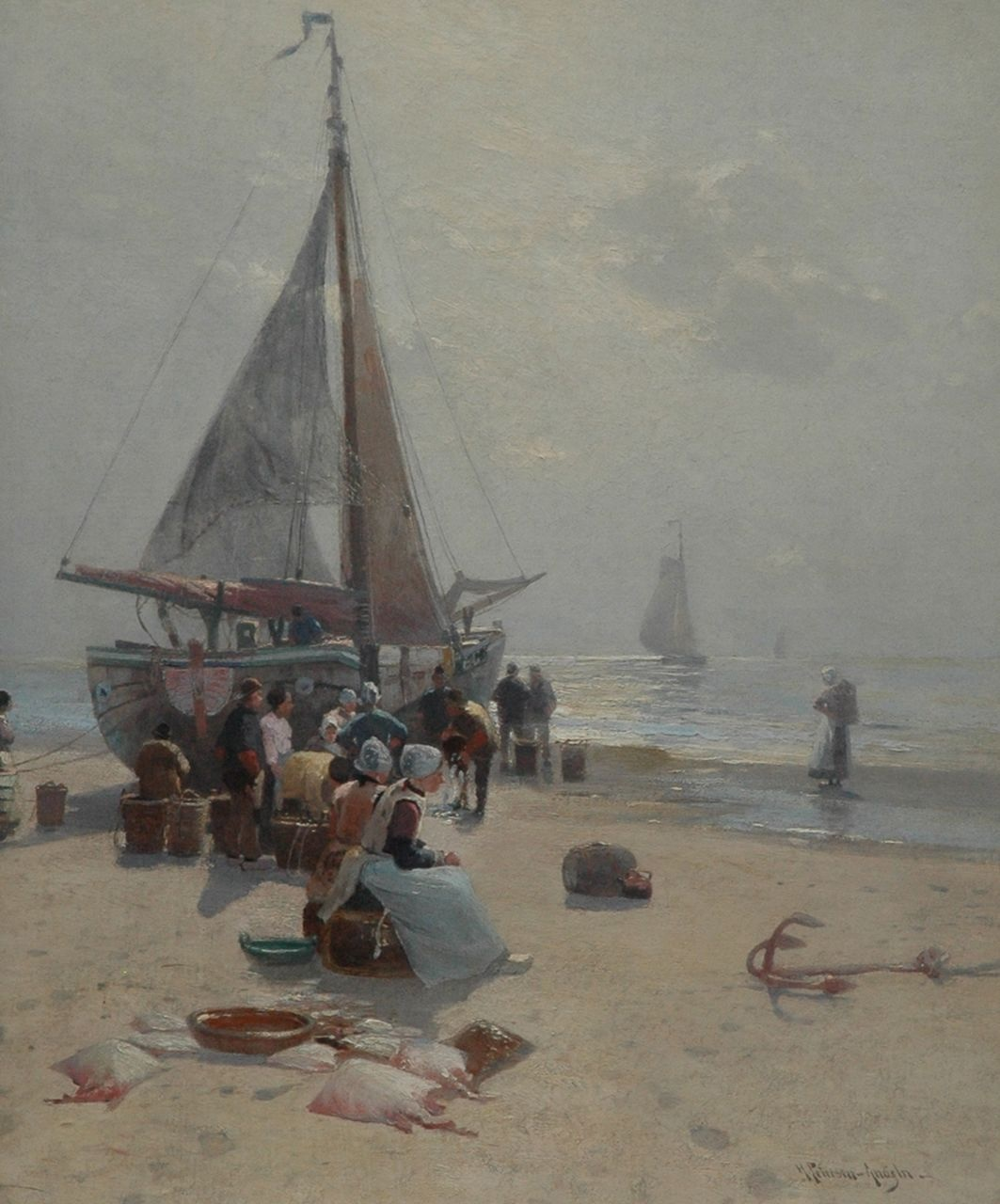
Voor de visafslag, Egmond
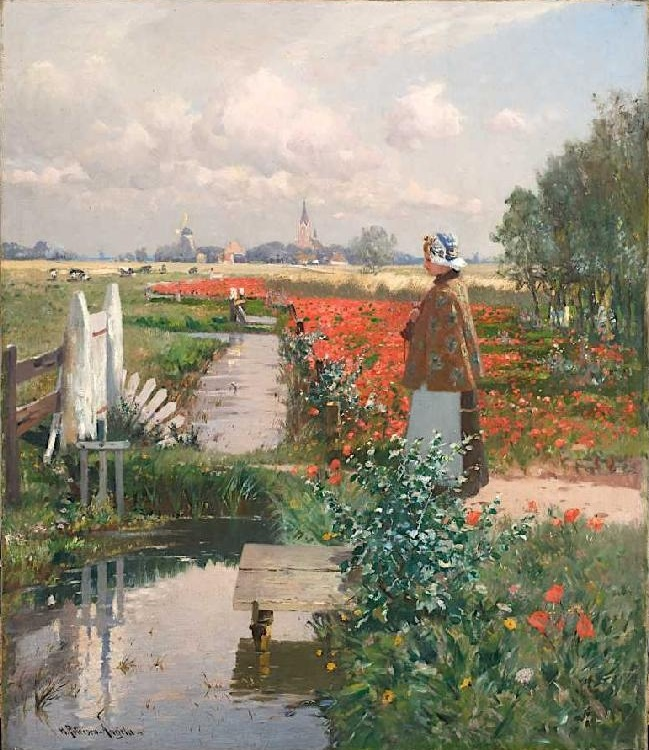
Meisje in klaprozenveld, Egmond
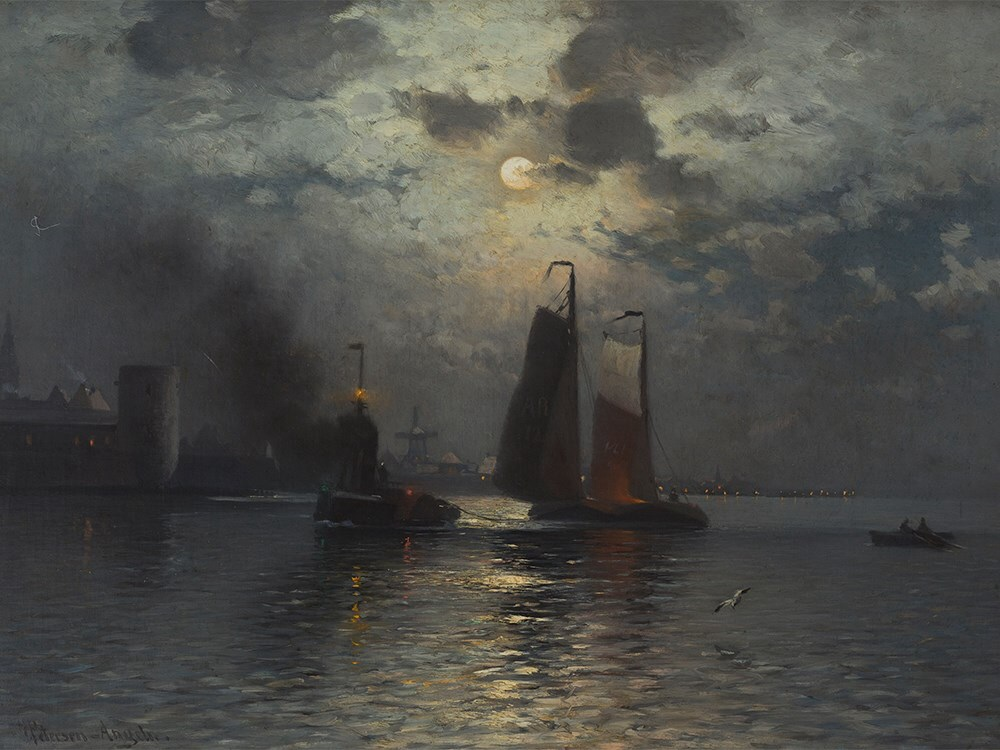
Zeegezicht, Vlissingen